# لا کالرا (کوندینامارکا)
لا کالرا (کوندینامارکا) (به اسپانیایی: La Calera) یک سکونتگاه مسکونی در کلمبیا است که در بخش کوندینامارکا واقع شده‌است.

## خصوصیات
لا کالرا ۲۳٫۷۶۸ نفر جمعیت دارد.